# Syvänsaari (ö i Kajanaland)
Syvänsaari är en ö i Finland.   Den ligger i den ekonomiska regionen  Kehys-Kainuu  och landskapet Kajanaland, i den nordöstra delen av landet, 600 km norr om huvudstaden Helsingfors.